# Diogenes heteropsammicola
Diogenes heteropsammicola — вид десятиногих ракоподібних родини діогенових (Diogenidae). Описаний у 2017 році.

## Поширення
Вид поширений на заході Тихого океану на коралових рифах біля японських островів Амамі.

## Спосіб життя
Рак використовує живі корали Heteropsammia і Heterocyathus як переносну хатинку. Інші раки-самітники використовують для схованки раковини молюсків.